# Schijfnetpluimpje
Het schijfnetpluimpje (Stemonitis flavogenita) is een soort slijmzwam. Het leeft saprotroof op dood naaldhout.

## Kenmerken

### Uiterlijke kenmerken
De sporangia zijn gesteeld, cilindrisch en kaneelbruin. De steel is kort en zwart. 
Het plasmodium is wit of geel.

### Microscopische kenmerken
Het capillitium heeft veel uitstekende punten. De sporen zijn bleek ijzerachtig, wrattig en 7-9 µm in diameter.

## Verspreiding
Het schijfnetpluimpje komt voor in Europa, Noord-Amerika, Zuid-Amerika, Australië in Oceanië en Nieuw-Zeeland. In Nederland komt het zeldzaam voor.